# Inagua
Inagua je nejjižnější administrativní jednotka Baham. Skládá se z ostrovů Velká Inagua a Malá Inagua. K roku 2010 zde žilo 913 obyvatel. Hlavní město je Matthew Town.

## Ostrovy

### Velká Inagua
Velká Inagua je druhý největší ostrov Baham.

### Malá Inagua
Malá Inagua je neobydlený ostrov, který se nachází 8 km severovýchodně od Velké Inaguai.